# Kipé
Kipé est l'un des 19 quartiers de la commune de Ratoma, à Conakry en Guinée.
C'est un quartier d'affaires qui abrite notamment les plus grands hôtels de Conakry. L'École nationale des postes et télécommunications (ENPT) y est implantée.

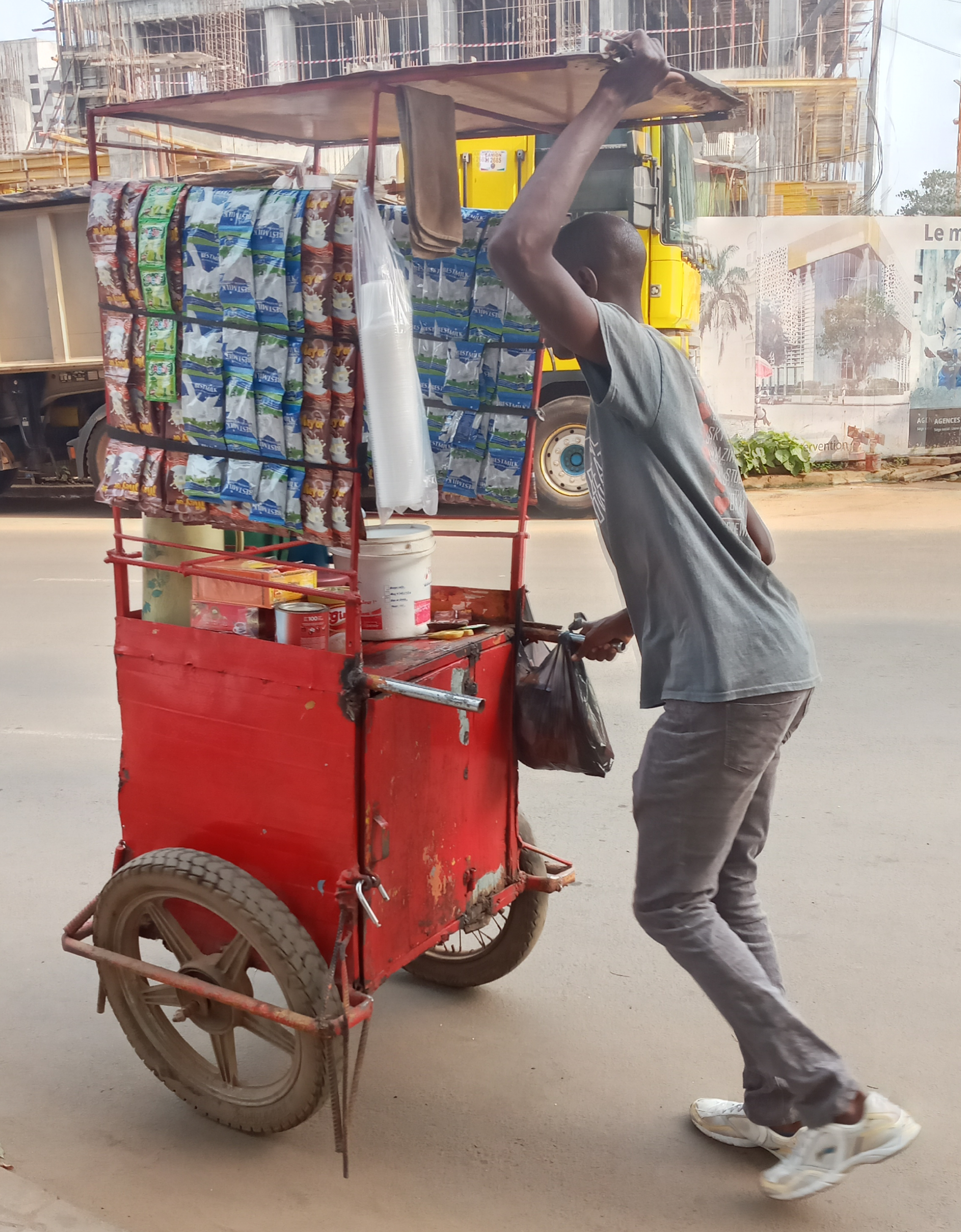
Marchant de Café à Kipé

Le musicien Mory Kanté, décédé le 22 mai 2020, a été inhumé au cimetière de Kipé auprès de sa mère.

## Origine du nom
Kipé est le nom d'une plante baga servant pour la pêche aux poissons dans les marigots.[réf. nécessaire]

## Galerie

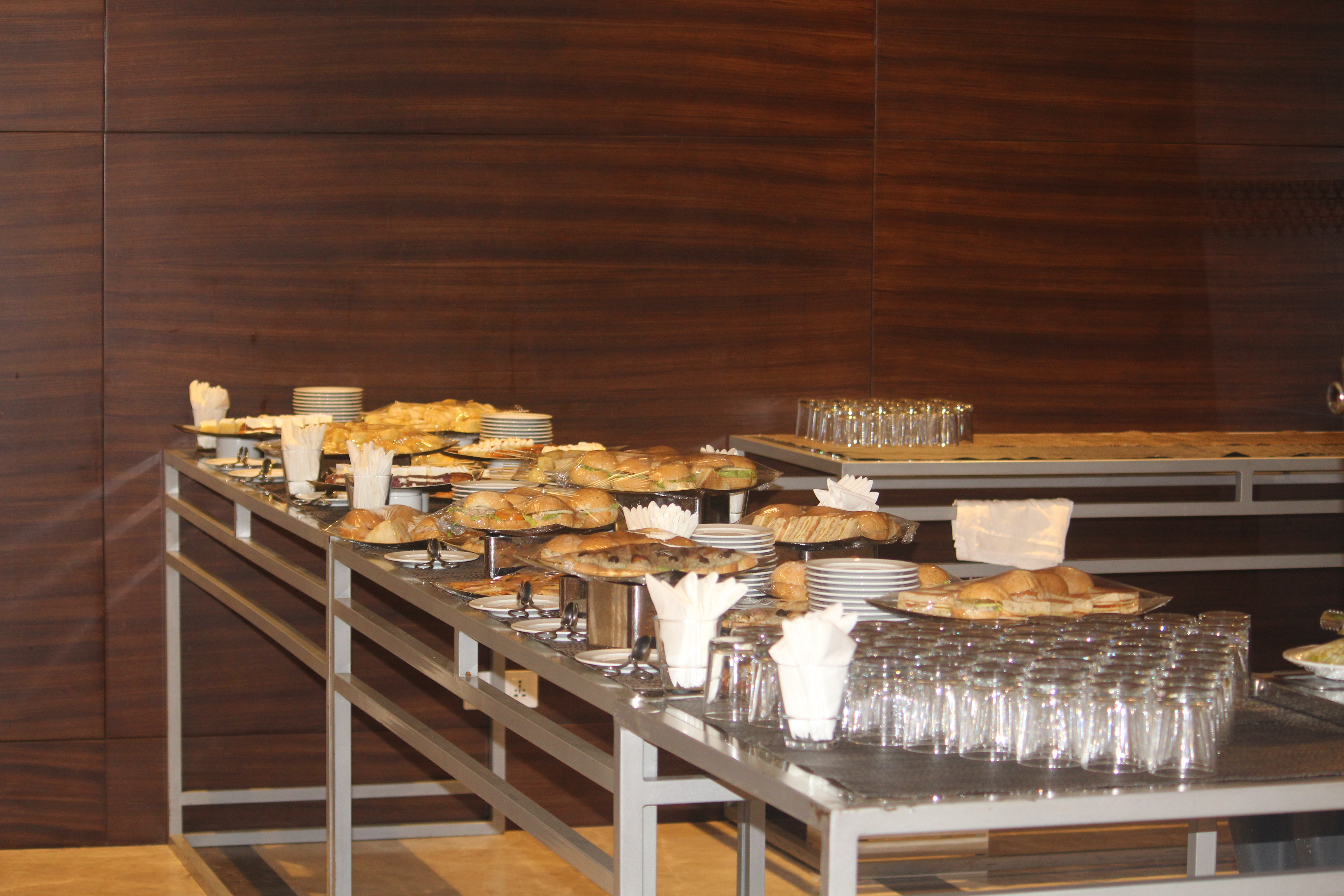
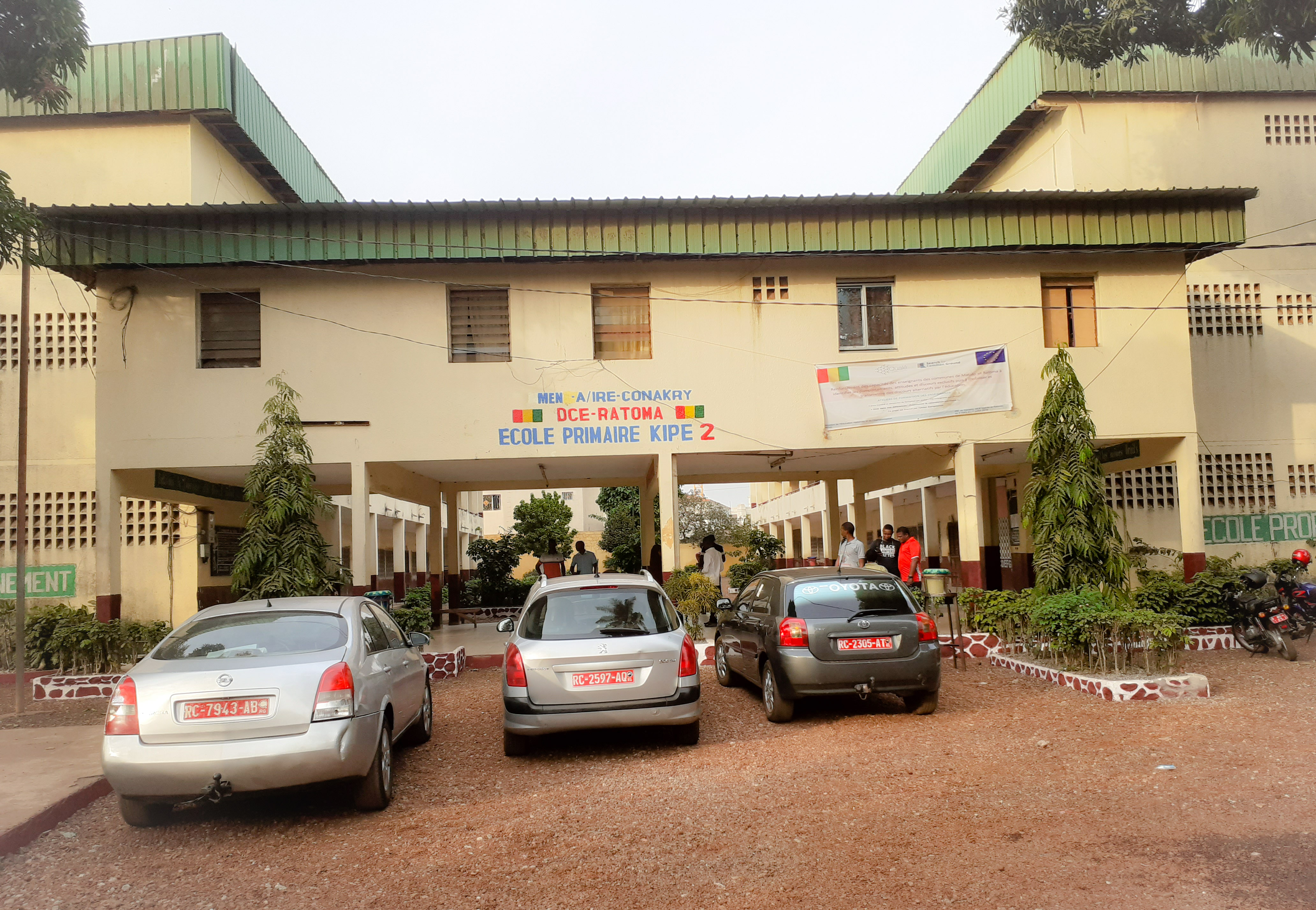
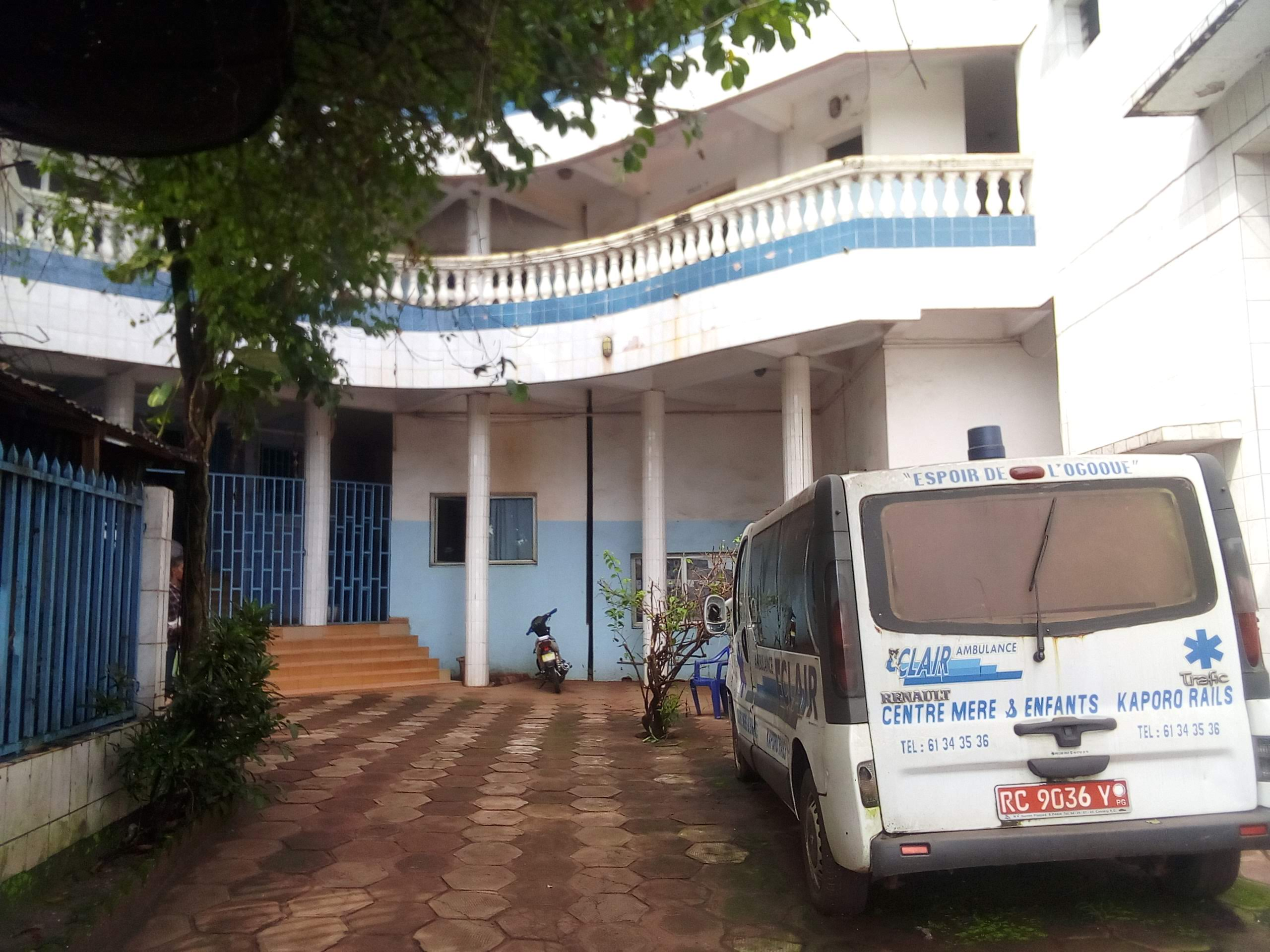

## L'offre hôtelière
- Sheraton Grand Conakry
- Hotel Atlantic View
- Kipé Hôtel Résidence
- Mariador Palace